# Carl-Johan Forssén Ehrlin
Carl-Johan Forssén Ehrlin är en svensk författare. Han har skrivit den bästsäljande boken Kaninen som så gärna ville somna.   